# Albert Tafel

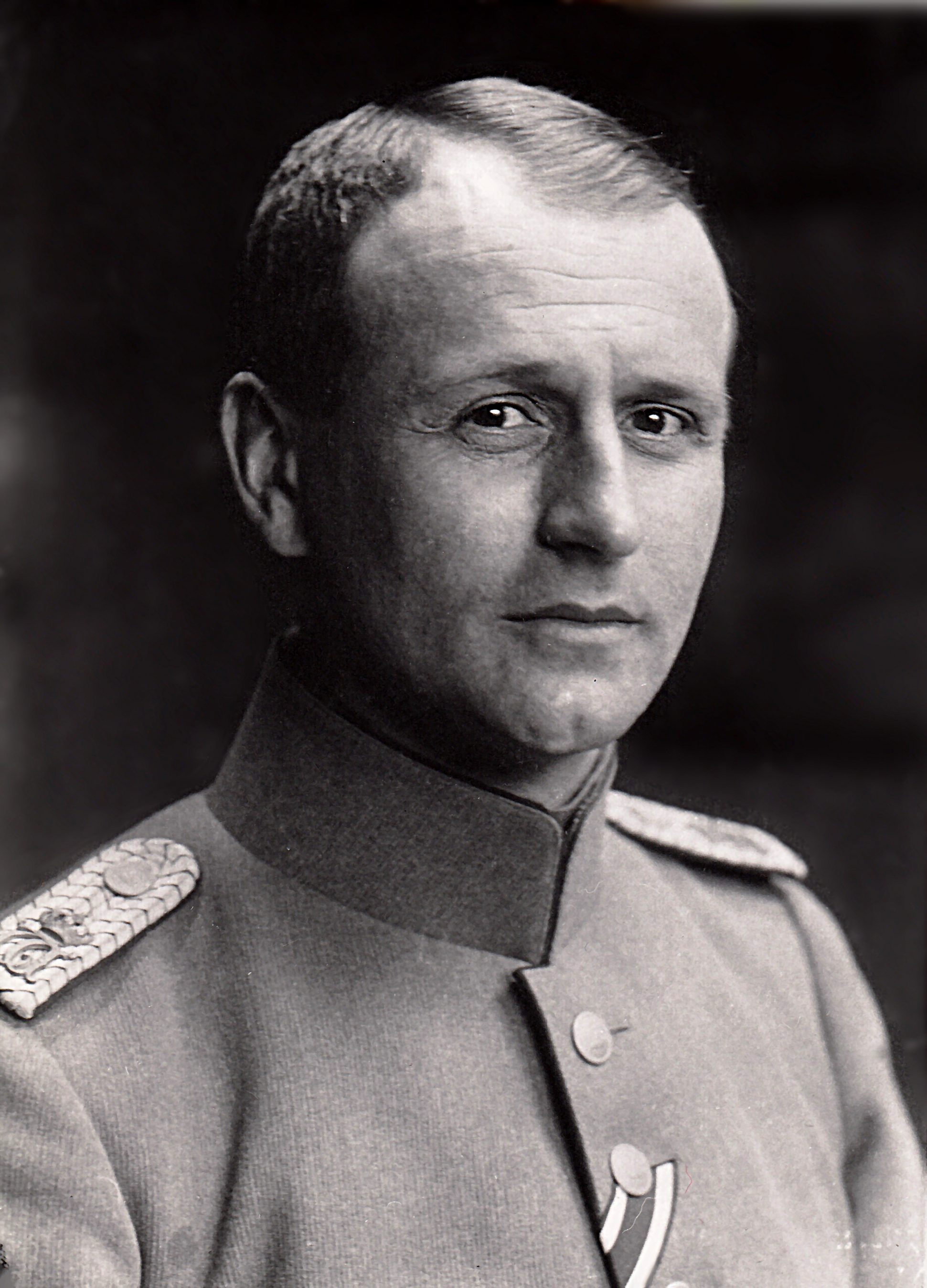
Albert Tafel (1914)

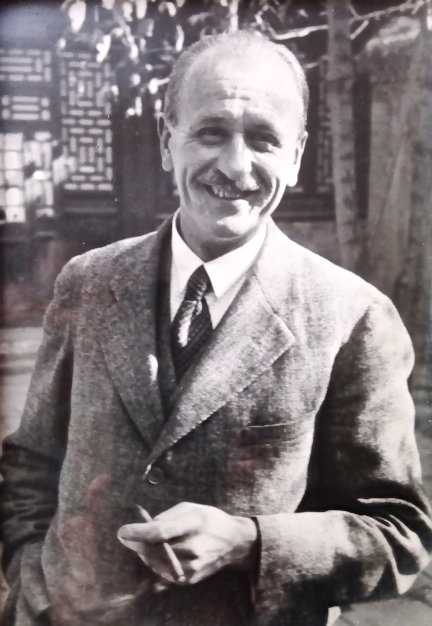
Albert Tafel (1930)

Albert Tafel (Stuttgart, 6 november 1876 - Heidelberg, 19 april 1935) was een Duits arts, ontdekkingsreiziger en tibetoloog. Hij verwierf met name bekendheid vanwege zijn ontdekking van de Hoangho-Knies in 1907.
Tafel maakte verschillende reizen naar Azië en in het bijzonder naar Noordoost-Tibet. Hij nam onder meer deel aan de expeditie van Wilhelm Filchner in 1904-5 door Noord-China en het oostelijke en noordoostelijke deel van Tibet.
In januari 1905 maakte hij zich los van de groep om het gebied nogmaals op eigen gelegenheid binnen te gaan. Tijdens deze tocht onderzocht hij verschillende bronmeren van rivieren waaronder de bovenloop van de Gele Rivier, delen van Binnen-Mongolië, Kuku-nor, het Tsaidam-bekken, het Marco-Pologebergte en hij bracht een bezoek aan het klooster Kumbum waar hij de dertiende dalai lama, Thubten Gyatso, ontmoette. Tafel lukte het echter niet Lhasa te bereiken.